# Чечелашвили, Валерий Карлович
Валерий Карлович Чечелашвили (груз. ვალერი კარლოს ძე ჩეჩელაშვილი; род. 17 марта 1961 года, Тбилиси, Грузинская ССР, СССР) — грузинский дипломат и политик. Министр финансов Грузии (2005). Посол Грузии в Швейцарии (2005), России (2004—2005), на Украине и в Молдавии (1994—1998). Генеральный секретарь ОЧЭС (2000—2004) и ГУАМ (с 2007).

## Биография
Родился 17 марта 1961 года в Тбилиси. В 1983 году окончил отделение международных экономических отношений факультета международных отношений и международного права Киевского государственного университета имени Тараса Шевченко. В 1987 году окончил аспирантуру того же университета, защитил диссертацию на тему «Участие Грузии в международных экономических отношениях СССР», получив степень кандидата экономических наук.
С 1987 по 1988 — специалист отдела международных экономических отношений Министерства лёгкой промышленности Грузинской ССР.
С 1988 по 1989 — заместитель начальника отдела международных отношений АО «Грузкурорт».
С 1989 по 1990 — первый секретарь департамента международных экономических отношений Министерства иностранных дел Грузинской ССР.
С 1990 по 1991 — заместитель директора департамента международных экономических отношений Министерства иностранных дел Грузии.
С 1991 по 1992 — первый заместитель директора департамента международных экономических отношений Министерства иностранных дел Грузии.
С 1992 по 1994 — директор департамента международных экономических отношений Министерства иностранных дел Грузии.
С 1994 по 1995 — Чрезвычайный и Полномочный Посол Республики Грузия на Украине и Молдавии по совместительству.
С 1998 по 2000 — заместитель Министра иностранных дел Грузии.
С 2000 по 2004 — Генеральный секретарь Организации черноморского экономического сотрудничества.
С 2004 по 2005 — Чрезвычайный и Полномочный Посол Республики Грузия в Российской Федерации.
С 02.2005 по 06.2005 — Министр финансов Республики Грузия.
С 07.2005 — Чрезвычайный и Полномочный Посол Республики Грузия в Швейцарской Конфедерации, Постоянный Представитель Грузии при ООН и в других международных организациях в Женеве.
С 11.2005 — первый заместитель министра иностранных дел Грузии.
С 25 сентября 2006 по 1 января 2016 года — Генеральный секретарь ГУАМ.
В 2016 году вступил в партию «Свободные демократы».

## Личная жизнь
Супруга — Марина Нефаридзе, в браке с ней имеет троих детей. Владеет английским, русским, украинским и турецким языками.

## Награды
- Орден «За заслуги» I степени (19 августа 2006 года, Украина) — за весомый личный вклад в развитие международного сотрудничества, укрепление авторитета и положительного имиджа Украины в мире, популяризацию её исторических и современных достижений[2].
- Орден «За заслуги» II степени (29 октября 1998 года, Украина) — за весомый личный вклад в развитие сотрудничества между Украиной и Грузией[3].
- медаль «За вклад в Международные отношения» (Украина, 2002).
- медаль св. Георгия 1-й степени «Честь, Слава, Труд» Международной Академии оценочных технологий и социологий (2002).